# إيثان فروم (رواية)
إيثان فروم (بالإنجليزية: Ethan Frome) هي رواية نشرت عام 1911 بقلم الكاتبة الأمريكية الحائزة على جائزة بوليتزر إديث وارتون. ويقع في بلدة وهمية تدعى ستاركفيلد، ماساتشوستس. وقد تم اقتباس الرواية إلى فيلم سينمائي عام 1993.

## روابط خارجية
- إيثان فروم على موقع الموسوعة البريطانية (الإنجليزية)